# Eonian
Eonian è il nono album in studio del gruppo musicale symphonic black metal norvegese Dimmu Borgir, pubblicato il 4 maggio 2018 dalla Nuclear Blast Records.

## Tracce
1. The Unveiling – 5:47
2. Interdimensional Summit – 4:39
3. Ætheric – 5:28
4. Council of Wolves and Snakes – 5:20
5. The Empyrean Phoenix – 4:44
6. Lightbringer – 6:06
7. I Am Sovereign – 6:48
8. Archaic Correspondence – 4:55
9. Alpha Aeon Omega – 5:18
10. Rite of Passage – 5:16 – strumentale

## Formazione
- Shagrath - voce, tastiera, sintetizzatori, basso, arrangiamenti, mixaggio
- Erkekjetter Silenoz - chitarra ritmica, basso
- Galder - chitarra, basso
- Daray - batteria
- Mikkel Gaup - voce (traccia 4)
- Martin Lopez - percussioni (traccia 4)
- Geir Bratland - tastiere
- Gaute Storås - arrangiamenti
- Francesco Ferrini - orchestra
- Schola Cantorum norvegese - coro